# Hassan Nazer

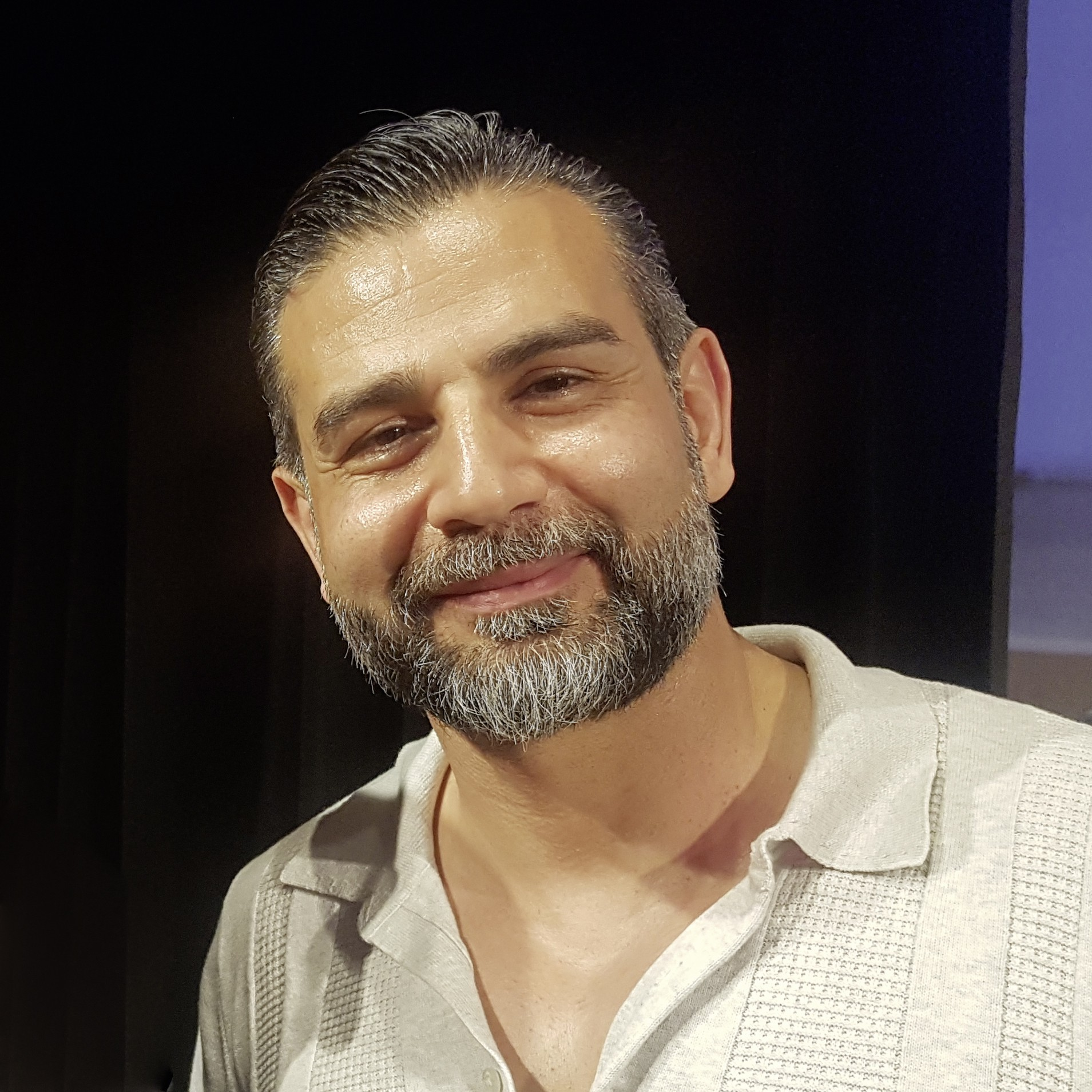
Hassan Nazer, 2024 auf dem Filmfestival Cinema Iran in München

Hassan Nazer (persisch حسن ناظر; anhörenⓘ; * 1979) ist ein iranischer, in Schottland lebender Drehbuchautor und Filmregisseur.

## Leben
Hassan Nazer wurde 1979 im Iran geboren, lebt aber seit langer Zeit in Schottland. Im Alter von 12 Jahren führte er bei einem Theaterstück in der Stadt Garmsar Regie. Mit 18 Jahren verließ er sein Zuhause, um an der Kunstuniversität in Arak zu studieren. Da er nach der Inszenierung eines Theaterstücks mit weiblichen Darstellern spürte, dass seine Arbeit im Iran verboten werden könnte, zog er nach Schottland. Er ließ sich in Glasgow nieder und fand Arbeit in einem Kebab-Haus. Um seine Aufenthaltserlaubnis nicht zu verlieren, schrieb er sich 2002 am Glasgow College ein, bevor er 2006 den Sprung zu einem Film- und Fernsehproduktionsstudium an der University of Aberdeen wagte.
Sein Film Utopia war 2016 von Afghanistan als Beitrag des Landes bei der Oscarverleihung eingereicht worden, wurde jedoch disqualifiziert, weil in diesem zu viel Englisch gesprochen wurde. Sein Film Winners feierte im August 2022 beim Edinburgh International Film Festival seine Weltpremiere und wurde vom Vereinigten Königreich als Beitrag für die Oscarverleihung 2023 in der Kategorie Bester Internationaler Film eingereicht.
Nazer betreibt ein erfolgreiches Restaurant und verwendet das verdiente Geld, um seine Filme zu finanzieren, die er üblicherweise im Iran dreht. Zudem ist er einer der Gründer von World Film Production.

## Filmografie
- 2011: We are all sinners
- 2011: Black Day
- 2013: Ma hameh gonahkarim
- 2015: Utopia
- 2022: Winners
- 2023: The Check Post

## Auszeichnungen
British Independent Film Award
- 2022: Auszeichnung mit dem Raindance Discovery Award (Winners)[7]